# وریکسوم
وریکسوم (به آلمانی: Wrixum) یک شهر در آلمان است که در نوردفرایسلند واقع شده‌است. وریکسوم ۶۶۳ نفر جمعیت دارد.

## خواهرخوانده
شهر آئوب خواهرخواندهٔ وریکسوم هست.